# Michael E. Soulé
Michael E. Soulé (San Diego (California), 28 de mayo de 1936-Estados Unidos,17 de junio de 2020) fue un biólogo estadounidense, conocido por su trabajo en la promoción de la idea de la Biología de la conservación. 
Obtuvo el doctorado en Biología de poblaciones en la Universidad Stanford bajo la tutela de Paul R. Ehrlich . Coeditó en 1995 con Gary Lease el libro de ensayos titulado ¿Reinventando la naturaleza?: respuestas a la deconstrucción posmoderna que surgió como una respuesta a los argumentos presentados por el historiador ambiental William Cronon y otros investigadores en el libro Uncommon ground: toward reinventing nature (1995).
En 1985 publicó la investigación científica titulada What is Conservation Biology?, en la cual definió el concepto de Conservación ambiental. Este trabajo tiene más de 1600 citas.
Fue profesor investigador emérito en Estudios Ambientales de la Universidad de California en Santa Cruz.
Fue cofundador de la Society for Conservation Biology y fue miembro de la junta de Round River Conservation Studies y Wildlands Network.
Se ha pronunciado en contra de los enfoques de conservación ambiental que descuentan el valor de la diversidad de especies.
Falleció en California a los ochenta y cuatro años el 17 de junio de 2020.

## Obras
- Soulé, Michael E.; Lease, Gary (1995). Reinventing nature?: responses to postmodern deconstruction (en inglés). Island. ISBN 9781559633109. OCLC 760456910. Consultado el 19 de agosto de 2019.
- Viable Populations for Conservation. (en inglés). Cambridge University Press. 2011.
- Conservation biology : the science of scarcity and diversity.  Sunderland, Mass. 1986